# Говард-Сіті (Мічиган)
Говард-Сіті (англ. Howard City) — селище (англ. village) в США, в окрузі Монткам штату Мічиган. Населення — 1835 осіб (2020).

## Географія
Говард-Сіті розташований за координатами 43°23′41″ пн. ш. 85°28′4″ зх. д. / 43.39472° пн. ш. 85.46778° зх. д. (43.394827, -85.467875).  За даними Бюро перепису населення США в 2010 році селище мало площу 6,63 км², з яких 6,54 км² — суходіл та 0,09 км² — водойми.

## Демографія
Згідно з переписом 2010 року, у селищі мешкало 1808 осіб у 685 домогосподарствах у складі 464 родин. Густота населення становила 273 особи/км².  Було 743 помешкання (112/км²).
Расовий склад населення:
| - 96,3 % — білих - 0,6 % — корінних американців - 0,6 % — чорних або афроамериканців - 0,2 % — азіатів |

До двох чи більше рас належало 1,5 %. Частка іспаномовних становила 2,4 % від усіх жителів.
За віковим діапазоном населення розподілялося таким чином: 29,4 % — особи молодші 18 років, 57,7 % — особи у віці 18—64 років, 12,9 % — особи у віці 65 років та старші. Медіана віку мешканця становила 33,6 року. На 100 осіб жіночої статі у селищі припадало 87,4 чоловіків;  на 100 жінок у віці від 18 років та старших — 85,7 чоловіків також старших 18 років.
Середній дохід на одне домашнє господарство  становив 45 139 доларів США (медіана — 37 939), а середній дохід на одну сім'ю — 52 506 доларів (медіана — 44 844). Медіана доходів становила 39 375 доларів для чоловіків та 29 792 долари для жінок. За межею бідності перебувало 18,6 % осіб, у тому числі 27,1 % дітей у віці до 18 років та 16,1 % осіб у віці 65 років та старших.
Цивільне працевлаштоване населення становило 720 осіб. Основні галузі зайнятості: виробництво — 21,7 %, роздрібна торгівля — 13,5 %, освіта, охорона здоров'я та соціальна допомога — 13,3 %.